# Itria
Itria  è un nome proprio di persona italiano femminile.

## Varianti
- Composti: Maria Itria[2]
- Maschili: Itrio[1]

## Origine e diffusione

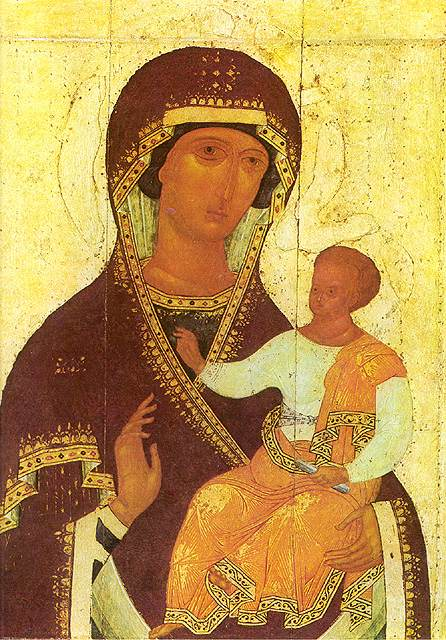
La Madonna Odigitria in un'icona del pittore russo Dionisij

È un nome tipicamente cattolico, nato per la devozione verso "Maria Santissima d'Itria", un epiteto di origine bizantina con cui la Madonna è venerata in alcune zone del Sud Italia. Sebbene "Itria" possa sembra un toponimo, si tratta invece di ciò che rimane del titolo originale, "Odigitria", un termine derivante dal greco Ὁδηγήτρια (Hodegetria), che significa "colei che conduce", "colei che mostra il cammino" (da ὁδός, hodos, "cammino", "via", e ἡγεῖσθαι, hegeisthai, "guidare", "condurre").
La sua diffusione, scarsissima, è limitata perlopiù alla Sicilia (specie nel Siracusano) e alla Sardegna (in particolare nella Barbagia).

## Onomastico
Nessuna santa ha mai portato il nome "Itria", che è quindi adespota; l'onomastico si può festeggiare il 1º novembre, giorno di Ognissanti, o in concomitanza di festività locali dedicate alla Vergine Odigitria.